# Luy Gonzaga Nguyễn Hùng Vị
Luy Gonzaga Nguyễn Hùng Vị (ur. 18 sierpnia 1952 w Hanoi) – wietnamski duchowny rzymskokatolicki, od 2015 biskup Kon Tum.

## Życiorys
Święcenia kapłańskie przyjął 7 kwietnia 1990 i został inkardynowany do diecezji Kon Tum. Po kilkuletnim stażu wikariuszowskim został dyrektorem niższego seminarium diecezjalnego. W latach 1996–1998 studiował w Paryżu, a po powrocie do kraju i krótkiej pracy w kurii został proboszczem w Kon Tum.
7 października 2015 został prekonizowany biskupem Kon Tum. 3 grudnia 2015 otrzymał sakrę biskupią.